# 楊錦 (成化進士)
楊錦（1448年—？），字尚絅，直隸蘇州府嘉定縣人，民籍，明朝政治人物。

## 生平
成化十三年（1477年）丁酉科應天府鄉試第九十五名舉人。成化二十三年（1487年）中式丁未科會試第七十九名，二甲第六十五名進士。弘治十六年（1503年）三月由刑部郎中升江西按察司副使，正德三年（1508年）二月升廣東按察使，不久去世。

## 家族
曾祖楊彥德；祖父楊芳；父楊瓊，母陳氏；繼母蔡氏。具庆下。